# Lulu Zheng
Zheng Lulu (24 januari 1987) is een voormalig baanwielrenster uit de Volksrepubliek China.
Op de Wereldkampioenschappen baanwielrennen 2008 behaalde ze met Gong Jinjie de zilveren medaille op het onderdeel teamsprint.